# Onthophagus brazzavillianus
Onthophagus brazzavillianus là một loài bọ cánh cứng trong họ Bọ hung (Scarabaeidae).